# Бенільйоба
Бенільйоба (валенс. Benilloba, ісп. Benilloba) — муніципалітет в Іспанії, у складі автономної спільноти Валенсія, у провінції Аліканте. Населення — 740 осіб (2022).

## Географія
Муніципалітет розташований на відстані близько 340 км на південний схід від Мадрида, 40 км на північ від Аліканте.

## Демографія
Динаміка населення (INE ):

## Галерея зображень

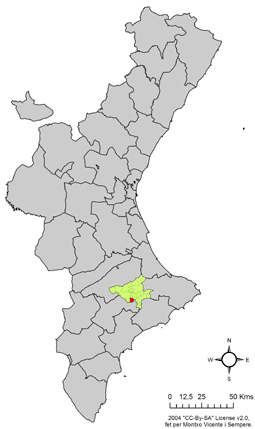
Розташування муніципалітету Бенільйоба у автономній спільноті Валенсія
Розташування муніципалітету Бенільйоба у комарці Кондадо-де-Косентайна